# Véronique Claudel
Véronique Claudel (Cornimont, 22 november 1966) is een Frans biatlete. 

## Carrière
Claudel won tijdens de Olympische Winterspelen 1992 in eigen land de gouden medaille op de estafette. Twee jaar later moest Claudel genoegen nemen met olympisch brons op de estafette. Claudel won op de wereldkampioenschappen tweemaal zilver op de estafette en tweemaal brons op het teamonderdeel.

## Belangrijkste resultaten

### Wereldkampioenschappen
| Jaar | Plaats                | Onderdeel   | Onderdeel | Onderdeel     | Onderdeel | Onderdeel |
| Jaar | Plaats                | Individueel | Sprint    | Achtervolging | Team      | Estafette |
| ---- | --------------------- | ----------- | --------- | ------------- | --------- | --------- |
| 1986 | Falun                 | 29e         | 33e       |               | –         |           |
| 1987 | Lahti                 | 23e         | 20e       | –             |           |           |
| 1988 | Chamonix-Mont-Blanc   | 11e         | 20e       | 8e            |           |           |
| 1989 | Feistritz an der Drau | 12e         | 16e       | 8e            | 8e        |           |
| 1990 | Minsk Oslo            | 17e         | 9e        |               | –         |           |
| 1991 | Lahti                 | –           | –         | –             | –         |           |
| 1992 | Novosibirsk           |             |           | 4e            |           |           |
| 1993 | Borovets              | 21e         | 15e       | –             | Zilver    |           |
| 1994 | Canmore               |             |           | Brons         |           |           |
| 1995 | Antholz               | 32e         | –         | Brons         | Zilver    |           |
| 1996 | Ruhpolding            | 34e         | 18e       | –             | –         |           |
| 1997 | Brezno-Osrblie        | 15e         | –         | –             | 5e        | –         |

### Olympische Winterspelen
| Jaar | Plaats      | Onderdeel   | Onderdeel | Onderdeel |
| Jaar | Plaats      | Individueel | Sprint    | Estafette |
| ---- | ----------- | ----------- | --------- | --------- |
| 1992 | Albertville | 4e          | 24e       | Goud      |
| 1994 | Lillehammer | 20e         | 20e       | Brons     |